# Herling

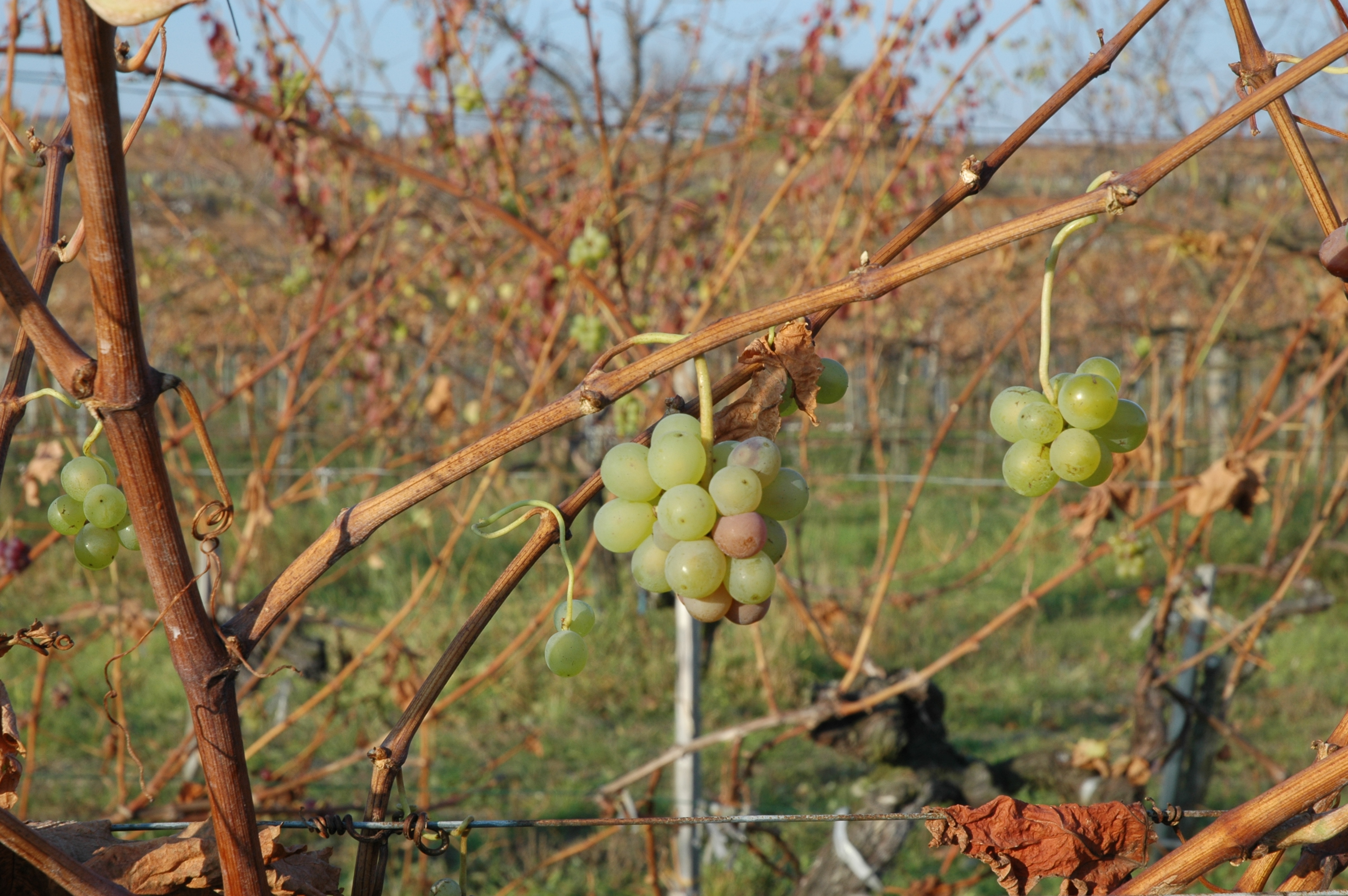
Geiztrauben (Herlinge) auf einem Geiztrieb im Herbst nach dem Laubfall

Herlinge oder Geiztrauben heißen die kleinen Trauben aus der späten Nachblüte des Rebstocks auf Geiztrieben.  
Herlinge werden bei der Lese per Hand nicht gelesen. Auch bei der maschinellen Ernte wird tunlichst darauf geachtet den oberen Bereich der Laubwand nicht zu ernten, da diese meist unreifen Trauben wenig Zucker und Aroma sowie hohe Säurewerte aufweisen. Wenn bei einem Jahrgang die Rebblüte schon frühzeitig abgeschlossen ist, können diese kleinen Trauben, deren Entwicklung später begonnen hat als die der Trauben des Haupttriebes, auch geerntet werden. Die Mengenerträge sind aber gering.
Die Ausbildung dieser Trauben kann durch Verlegung der ersten Gipfelung möglichst weit nach der Blüte unterdrückt werden, da dann die befruchteten Kerne der Beeren diese hormonell unterdrücken.
Der Begriff ist altertümlich und wird u. a. in dem poetischen Weinberglied in der Bibel (Jesaja 5, Vers 1–7) erwähnt.

„1 Ich will von meinem Freunde singen, das Lied meines Liebsten von seinem Weinberg! Mein Freund besaß einen Weinberg auf fetter Bergeshöhe. 2 Und er behackte ihn und entsteinte ihn und bepflanzte ihn mit Edelreben. Einen Turm baute er mitten in ihm und hieb auch eine Kufe in ihm aus und wartete, dass er Trauben brächte, aber er brachte Herlinge. 3 So richtet nun, ihr Bewohner Jerusalems und ihr Männer von Juda, zwischen mir und meinem Weinberge! 4 Was gab es noch an meinem Weinberge zu tun, das ich nicht an ihm getan hätte? Warum brachte er denn Herlinge, während ich auf Trauben hoffte? 5 So will ich euch nun verkünden, was ich mit meinem Weinberge tun werde:
Wegreißen will ich seinen Zaun, dass er abgefressen werde. Durchbrechen will ich seine Mauer, dass er zertreten werde. 6 Ich will eine Wüstenei aus ihm machen: Er soll nicht beschnitten, noch behackt werden, sondern in Dornen und Gestrüpp aufschießen; und den Wolken will ich verbieten, Regen auf ihn fallen zu lassen. 7 Denn das Haus Israel ist der Weinberg Jahwes der Heerscharen, und die Männer von Juda sind seine liebliche Pflanzung. Und er wartete auf Recht – doch siehe da, Blutvergießen; auf Gerechtigkeit – doch siehe da, Jammergeschrei!“